# فیو فیو وین
فیو فیو وین (برمه‌ای: ဖြူဖြူဝင်း؛ زادهٔ ۱ دسامبر ۲۰۰۴) بازیکن فوتبال است.
وی همچنین در تیم‌های ملی فوتبال زنان میانمار بازی کرده‌است.